# Сборная Перу по футболу (до 17 лет)
Сборная Перу по футболу до 17 лет (исп. Selección de fútbol sub-17 del Perú) — национальная футбольная команда, представляющая Перу в юношеских международных турнирах, за которую имеют право выступать игроки возрастом 17 лет и младше. Сборная контролируется Перуанской футбольной федерацией. Главным тренером сборной является Хуан Хосе Оре.
Наивысшим достижением сборной на чемпионате мира для игроков до 17 лет является четвертьфинал, в который команда пробилась в 2007 году. В том же году сборная заняла 4-е место на чемпионате Южной Америки для игроков до 17 лет.
В 2019 году сборная сыграет на чемпионате мира для команд до 17 лет в качестве хозяйки турнира.

## Статистика выступлений на турнирах

### Чемпионат мира (для игроков до 17 лет)
| Чемпионат мира (до 17 лет) | Чемпионат мира (до 17 лет)       | Чемпионат мира (до 17 лет) | Чемпионат мира (до 17 лет) | Чемпионат мира (до 17 лет) | Чемпионат мира (до 17 лет) | Чемпионат мира (до 17 лет) | Чемпионат мира (до 17 лет) | Чемпионат мира (до 17 лет) |
| Год                        | Раунд                            | И                          | П                          | Н                          | П                          | МЗ                         | МП                         |                            |
| -------------------------- | -------------------------------- | -------------------------- | -------------------------- | -------------------------- | -------------------------- | -------------------------- | -------------------------- | -------------------------- |
| 1985                       | Не прошли квалификацию           | Не прошли квалификацию     | Не прошли квалификацию     | Не прошли квалификацию     | Не прошли квалификацию     | Не прошли квалификацию     | Не прошли квалификацию     | Не прошли квалификацию     |
| 1987                       | Не прошли квалификацию           | Не прошли квалификацию     | Не прошли квалификацию     | Не прошли квалификацию     | Не прошли квалификацию     | Не прошли квалификацию     | Не прошли квалификацию     | Не прошли квалификацию     |
| 1989                       | Не прошли квалификацию           | Не прошли квалификацию     | Не прошли квалификацию     | Не прошли квалификацию     | Не прошли квалификацию     | Не прошли квалификацию     | Не прошли квалификацию     | Не прошли квалификацию     |
| 1991                       | Не прошли квалификацию           | Не прошли квалификацию     | Не прошли квалификацию     | Не прошли квалификацию     | Не прошли квалификацию     | Не прошли квалификацию     | Не прошли квалификацию     | Не прошли квалификацию     |
| 1993                       | Не прошли квалификацию           | Не прошли квалификацию     | Не прошли квалификацию     | Не прошли квалификацию     | Не прошли квалификацию     | Не прошли квалификацию     | Не прошли квалификацию     | Не прошли квалификацию     |
| 1995                       | Не прошли квалификацию           | Не прошли квалификацию     | Не прошли квалификацию     | Не прошли квалификацию     | Не прошли квалификацию     | Не прошли квалификацию     | Не прошли квалификацию     | Не прошли квалификацию     |
| 1997                       | Не прошли квалификацию           | Не прошли квалификацию     | Не прошли квалификацию     | Не прошли квалификацию     | Не прошли квалификацию     | Не прошли квалификацию     | Не прошли квалификацию     | Не прошли квалификацию     |
| 1999                       | Не прошли квалификацию           | Не прошли квалификацию     | Не прошли квалификацию     | Не прошли квалификацию     | Не прошли квалификацию     | Не прошли квалификацию     | Не прошли квалификацию     | Не прошли квалификацию     |
| 2001                       | Не прошли квалификацию           | Не прошли квалификацию     | Не прошли квалификацию     | Не прошли квалификацию     | Не прошли квалификацию     | Не прошли квалификацию     | Не прошли квалификацию     | Не прошли квалификацию     |
| 2003                       | Не прошли квалификацию           | Не прошли квалификацию     | Не прошли квалификацию     | Не прошли квалификацию     | Не прошли квалификацию     | Не прошли квалификацию     | Не прошли квалификацию     | Не прошли квалификацию     |
| 2005                       | Первый раунд                     | 3                          | 0                          | 1                          | 2                          | 1                          | 4                          |                            |
| 2007                       | Четвертьфинал                    | 5                          | 2                          | 2                          | 1                          | 3                          | 3                          |                            |
| 2009                       | Не прошли квалификацию           | Не прошли квалификацию     | Не прошли квалификацию     | Не прошли квалификацию     | Не прошли квалификацию     | Не прошли квалификацию     | Не прошли квалификацию     | Не прошли квалификацию     |
| 2011                       | Не прошли квалификацию           | Не прошли квалификацию     | Не прошли квалификацию     | Не прошли квалификацию     | Не прошли квалификацию     | Не прошли квалификацию     | Не прошли квалификацию     | Не прошли квалификацию     |
| 2013                       | Не прошли квалификацию           | Не прошли квалификацию     | Не прошли квалификацию     | Не прошли квалификацию     | Не прошли квалификацию     | Не прошли квалификацию     | Не прошли квалификацию     | Не прошли квалификацию     |
| 2015                       | Не прошли квалификацию           | Не прошли квалификацию     | Не прошли квалификацию     | Не прошли квалификацию     | Не прошли квалификацию     | Не прошли квалификацию     | Не прошли квалификацию     | Не прошли квалификацию     |
| 2017                       | Не прошли квалификацию           | Не прошли квалификацию     | Не прошли квалификацию     | Не прошли квалификацию     | Не прошли квалификацию     | Не прошли квалификацию     | Не прошли квалификацию     | Не прошли квалификацию     |
| 2019                       | Квалифицировались в ранге хозяев | -                          | -                          | -                          | -                          | -                          | -                          |                            |
| Итого                      |                                  | 8                          | 2                          | 3                          | 3                          | 4                          | 7                          |                            |

### Чемпионат Южной Америки (для игроков до 17 лет)
| Год   | Раунд          | Год   | Раунд             |
| ----- | -------------- | ----- | ----------------- |
| 19851 | 7-е место      | 19861 | Групповой этап    |
| 19881 | Групповой этап | 1991  | Групповой этап    |
| 1993  | Групповой этап | 1995  | Групповой этап    |
| 1997  | Групповой этап | 1999  | Групповой этап    |
| 2001  | Групповой этап | 2003  | Групповой этап    |
| 2005  | Групповой этап | 2007  | 4-е место         |
| 2009  | Групповой этап | 2011  | Групповой этап    |
| 2013  | 6-е место      | 2015  | Групповой этап    |
| 2017  | Групповой этап | 2019  | Квалифицировались |

1 Чемпионат для игроков до 16 лет.

## Достижения
Чемпионат мира (до 17 лет)
- 1/4 финала: 2007

Чемпионат Южной Америки (до 17 лет)
- - 4-е место: 2007